# Charles Zwolsman Sr.
Pas d'image ? Cliquez ici
Charles Zwolsman Sr., né le 6 août 1955 à Oostzaan aux Pays-Bas, était un trafiquant de drogue ainsi qu'un pilote de course automobile international néerlandais. Il a également été le propriétaire de l'écurie de course automobile Euro Racing. Il a été retrouvé mort le 24 janvier 2011 dans sa cellule de prison à Nieuwegein. Son fils, Charles Zwolsman Jr., est également un pilote de course automobile international néerlandais.

## Carrière sportive

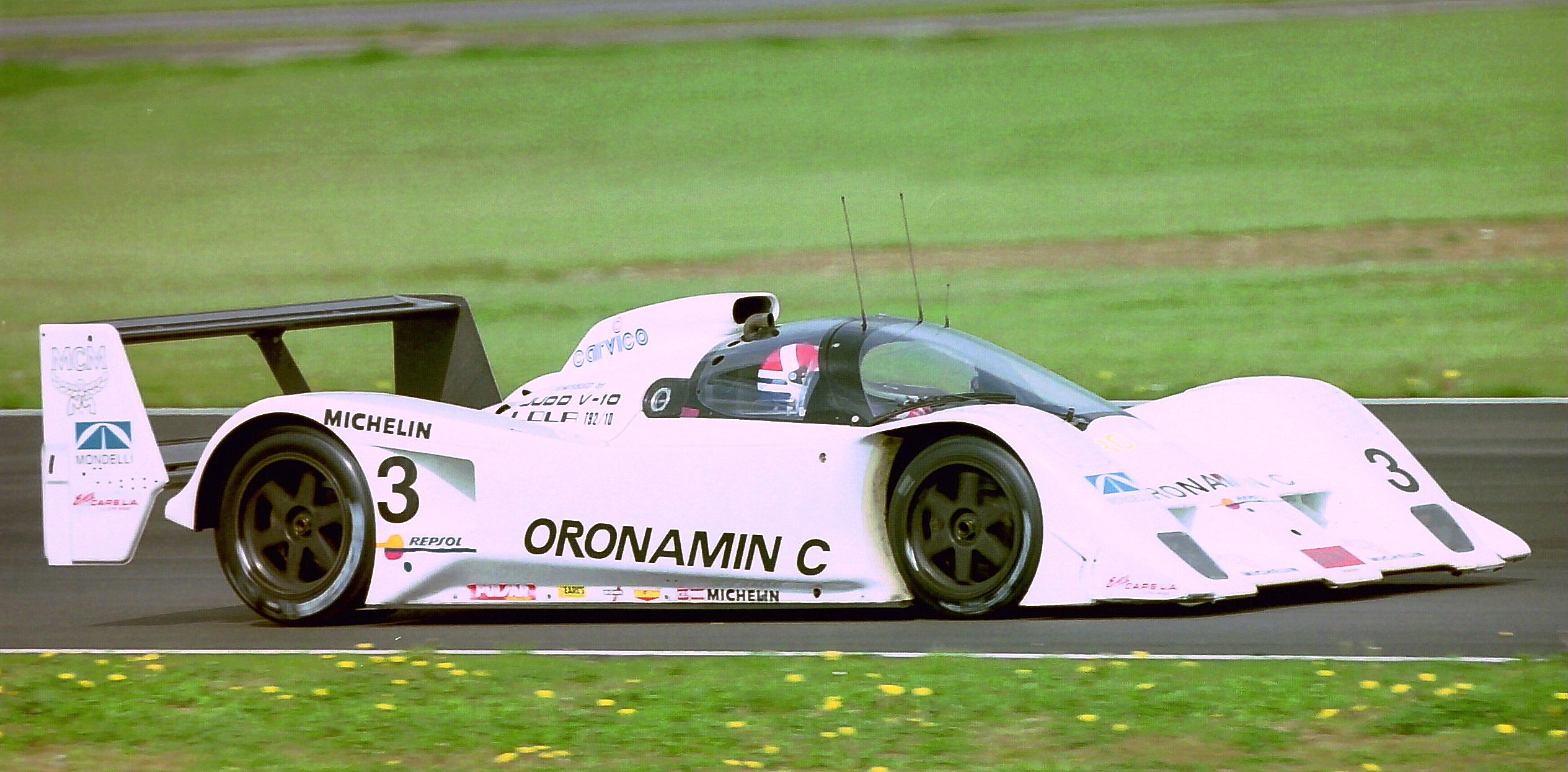
Charles Zwolsman Sr. au volant de la Lola T92/10 de son écurie Euro Racing lors des 500 kilomètres de Silverstone 1992

Charles Zwolsman Sr. a débuté le sport automobile en 1986 en participant au championnat néerlandais de voitures de sport Sport 2000 qu'il remporta en 1986, 1987 et 1989. En 1989, il participa également à deux manches du championnat  Interserie au sein du Cor Euser Racing aux mains d'une Argo JM19 propulsée par un moteur Cosworth. Il a ainsi marqué 8 points et a fini en 10e position du championnat pilote.
En 1990, Charles Zwolsman Sr. s'était engagé avec l'écurie britannique Chamberlain Engineering dans le Championnat du monde des voitures de sport ainsi que dans les 1990, cette année-là, hors championnat. Durant la saison, il pilota ainsi soit une Spice SE89C ou une Spice SE90C suivant les épreuves. Les résultats n'avaient pas été au rendez car il n'a pu voir le drapeau à damier que lors des 480 kilomètres de Dijon.
En 1991, Charles Zwolsman Sr. s'était de nouveau engagé dans le Championnat du monde des voitures de sport mais cette fois ci, avec sa propre écurie, l'Euro Racing, qui avait de plus le statut d’écurie « semi-officielle » de la marque Spice. Avec Cor Euser en tant que copilote, il réalisa une très belle saison en finissant le championnat écurie en 4e position derrière les écuries d'usine Silk Cut Jaguar, Peugeot Talbot Sport et Team Sauber Mercedes mais devant Mazdaspeed. Dans le championnat pilote, il a fini en 4e position.
En 1992, Charles Zwolsman Sr. avait prolongé son engagement dans le Championnat du monde des voitures de sport avec son écurie Euro Racing mais cette fois ci avec une Lola T92/10 propulsé par un moteur Judd. La voiture n'était malheureusement pas fiable et il n'a pas réussi a voir le drapeau à damier qu'au 24 Heures du Mans. Pour cause d'arrestation par la police néerlandaise, il n'avait pas pu participer aux dernières épreuves de la saison. Il stoppera ensuite toute participation à des épreuves de courses automobile.

## Palmarès

### Résultats aux24 Heures du Mans
| Année | Écurie                  | Copilotes                                                     | Voiture          | Classe | Tours | Pos. | Class Pos. |
| ----- | ----------------------- | ------------------------------------------------------------- | ---------------- | ------ | ----- | ---- | ---------- |
| 1990  | Chamberlain Engineering | Philippe de Henning Robin Donovan                             | Spice SE90C-Ford | C2     | 255   | Abd. | Abd.       |
| 1991  | Euro Racing             | Cor Euser Tim Harvey (en)                                     | Spice SE90C-Ford | C1     | 72    | Abd. | Abd.       |
| 1992  | Euro Racing             | Heinz-Harald Frentzen Shunji Kasuya (en) Hideshi Matsuda (en) | Lola T92/10-Judd | C1     | 271   | 13e  | 5e         |

### Résultats enChampionnat du monde des voitures de sport
| Année | Écurie                  | Châssis     | Moteur                          | Classe | 1        | 2        | 3        | 4        | 5        | 6        | 7     | 8       | 9        | Total points | Classement |
| ----- | ----------------------- | ----------- | ------------------------------- | ------ | -------- | -------- | -------- | -------- | -------- | -------- | ----- | ------- | -------- | ------------ | ---------- |
| 1990  | Chamberlain Engineering | Spice SE89C | Ford Cosworth DFZ 3,5 L V8 Atmo | C      |          |          |          | SPA Abd. | DIJ 14   | NÜR Abd. | DON   | MON Np. | MEX Abd. | 0            |            |
| 1990  | Chamberlain Engineering | Spice SE90C | Ford Cosworth DFZ 3,5 L V8 Atmo | C      | SUZ      | MNZ Abd. | SIL      |          |          |          |       |         |          | 0            |            |
| 1991  | Euro Racing             | Spice SE90C | Ford Cosworth DFR 3,5 L V8 Atmo | C1     | SUZ 4    | MON 4    | SIL 5    | LMS Abd. | NUR Abd. | MAG 4    | MEX 4 | AUT 7   |          | 46           | 6e         |
| 1992  | Euro Racing             | Lola T92/10 | Judd GV10 3,5 l V10 Atmo        | C1     | MON Abd. | SIL Abd. | LMS Abd. | DON Abd. | SUZ      | MAG      |       |         |          | 0            |            |